# Viva los Tioz
Viva los Tioz ist das zwölfte Studioalbum der deutschen Rockband Böhse Onkelz. Es erschien am 4. September 1998 über das Label Virgin Records. Der Titel „Viva los Tioz“ kommt aus dem Spanischen und bedeutet „Lang leben die Onkelz“. Die abweichende Schreibweise von „Onkelz“ wurde im spanischen Titel als „Tioz“, eigentlich korrekt „Tios“, übernommen.
Bei diesem Album experimentierte die Band viel, unter anderem kam auch Computertechnik zur Bearbeitung der Lieder zum Einsatz.

## Covergestaltung
Auf der linken Hälfte des Albumcovers befindet sich ein rotes Herz mit Dornenkranz und weißem Flügel, auf einem Band steht der Titel Viva los Tioz. Der Hintergrund des Covers ist grau, unten rechts befindet sich in oranger Schrift das „Böhse Onkelz“-Emblem. Das Albumcover gestaltete genau wie das Cover des Vorgängeralbums E.I.N.S. der Grafikdesigner Christoph Schnee, der früher Sänger der Punk-Band Middle Class Fantasies in Frankfurt am Main war.

## Titelliste
| #  | Titel                                   | Länge |
| -- | --------------------------------------- | ----- |
| 1  | Matapalo – Parte Uno                    | 3:18  |
| 2  | Viva los Tioz                           | 3:56  |
| 3  | Leere Worte                             | 4:23  |
| 4  | Weit weg                                | 5:20  |
| 5  | Das Geheimnis meiner Kraft              | 3:49  |
| 6  | Scheiße passiert                        | 4:27  |
| 7  | Terpentin                               | 3:57  |
| 8  | Ohne mich                               | 5:49  |
| 9  | Der Platz neben mir – Part I + II       | 10:41 |
| 10 | Der Preis des Lebens                    | 7:04  |
| 11 | Bin ich nur glücklich, wenn es schmerzt | 5:38  |
| 12 | Wenn du wirklich willst                 | 5:45  |
| 13 | Matapalo – Parte Dos                    | 3:02  |

## Informationen zu einzelnen Liedern
Matapalo – Parte Uno
Der Sprechtext am Ende des Instrumentals entstammt der spanischen Version von Tim Burtons Film „Mars Attacks!“ (1996) und stellt einen Ausschnitt der Rede des amerikanischen Präsidenten dar, die dieser kurz nach der Entdeckung der fliegenden Untertassen auf allen US-Sendern ausstrahlen lässt. Gesprochen wird sie von der spanischen Synchronstimme Jack Nicholsons, auch das Rascheln im Hintergrund entstammt dem Film.
Viva los Tioz
In dem Titelsong des Albums preist sich die Band selbst.
Leere Worte
In dem Song geht es um den Wahnsinn einer von Alkohol und anderen Drogen durchzechten Nacht. Erst, wenn man die Sucht wieder los ist, sieht man die Dinge mit nüchternem Blick. („Mein Hirn liegt im Nebel, zuviel Koks zu wenig Schlaf. […] Ich war ganz oben und hab’ Gott bei der Arbeit geseh’n. […] Ich kam, sah und siegte – und hab Scheiße gefressen.“)
Weit weg
In dem Lied geht es um eine alltägliche Situation aus dem Leben. Menschen gehen durch einen überflüssigen, sinnlosen Streit auseinander. Im Refrain wird die Sehnsucht nach der zurückgelassenen Person deutlich. „Weit weg – von besseren Tagen, weit weg – allein mit 1000 Fragen“. Stephan Weidner redet von einem „menschlichen Theater“ und übt mit dem Song Kritik an dem Verhalten unserer Gesellschaft aus.
Das Geheimnis meiner Kraft
Kernaussage des Liedes ist laut verschiedener Konzertansagen Weidners, dass es für ihn einen feinen Unterschied zwischen Wut, Hass und blindem Hass gibt und dass die letzten beiden außen vor gelassen werden sollen, die Wut jedoch „sehr, sehr gesund“ sei und man sie „jeden Tag raus lassen sollte, anstatt sie herumzuschleppen, um irgendwann zu explodieren.“
Scheiße passiert
Mit diesem Lied wollen die Onkelz ausdrücken, dass einem auch mal Schlechtes passiert, was aber nicht der Untergang ist.
(„Scheiße passiert, man gewinnt und verliert – man frisst oder stirbt!“)
Terpentin
Weidner versuchte hier mit der Zeile „wir gehn zum Lachen in den Keller und wir trinken Terpentin“ die Ironie hinter dem „Onkelz-Mythos“ abzuschwächen und zu sagen, dass die Onkelz keine Band seien, die meinen, ihr Wort sei das „einzig Wahre“. Terpentin wurde nach Bandangaben sieben Mal im Radio gespielt. 2003 wurde es von der amerikanischen Band Pro-Pain für ihr Album Run for Cover gecovert.
Ohne mich
Mit diesem Song distanziert sich die Band von extremistischen, politischen Strömungen beider Richtungen. Die erste Strophe richtet sich gegen die Antifa bzw. Linksextremisten, in der zweiten gegen die Rechtsextremisten. Stephan Weidner begründete seine Kritik an der Antifa damit, dass diese nichts unversucht lasse, um die Band weiterhin „im Fahrwasser des Rechtsrock“ zu halten. Zudem erklärte er, dass er die Antifa nicht per se schlecht, sondern deren Methoden fragwürdig findet. Er fügte hinzu, es sei „ein antifaschistischer Kampf wichtig und die Onkelz jederzeit bereit, selbigen zu unterstützen“. Auf diversen Konzerten der Tour 1998 wurden nach dem Song Besucher, die auf dieses Lied mit Gesten oder Hitlergrüßen reagierten, der Halle verwiesen.
Der Platz neben mir – Part I + II
Nach Nur die Besten sterben jung und Das Messer und die Wunde ist es der dritte Song, den die Band ihrem 1990 erstochenen Freund Andreas „Trimmi“ Trimborn widmete. Das Lied wurde aus Sicht eines Menschen geschrieben, der einen guten Freund vermisst. „Der Platz neben mir“ ist mit einer Spielzeit von 10:42 der längste veröffentlichte Onkelz-Titel. Des Weiteren ist der Song in zwei Teile unterteilt: Ein etwa 3-minütiger schneller Teil, dem ein längerer, ruhigerer Teil folgt.
Der Preis des Lebens
Das Lied thematisiert das Faktum, dass alle Menschen sterblich sind. Es ist aus der Sicht des personifizierten „Todes“ geschrieben.
Bin ich nur glücklich, wenn es schmerzt
Das Stück behandelt einerseits die Suche nach der einen Frau, die einem alles gibt, was man immer gesucht hat. Die Frau, die es einem in einer Nacht ermöglicht, für immer zu leben. Auf der anderen Seite wird die Frage thematisiert, ob man Schmerz und Trauer – gerade auch in Bezug auf Selbstverletzendes Verhalten – genießen kann und will.
Wenn du wirklich willst
In dem Lied geht es um die Kraft, die in jedem Menschen steckt: „Wenn du wirklich willst, versetzt du Berge. Wenn du wirklich willst, werden aus Riesen Zwerge. Wenn du wirklich willst, heilen deine Wunden. Wenn du wirklich willst, werden aus Stunden Sekunden“.
Am Ende des Films Kombat Sechzehn aus dem Jahre 2005, welcher von Rechtsradikalismus handelt, erklingt dieses Lied. Es steht dabei für den Willen, aus der rechten Szene auszutreten. Besonders die Stelle „du bist was du warst und du wirst sein was du tust“ im Lied drückt dies aus.
Matapalo – Parte Dos
Im zweiten Teil von Matapalo wird die Rede vom Opener zu Ende geführt und geht wieder über ins Instrumentale. Die Stimme, die am Ende spricht gehört Pozo, einem lateinamerikanischen Künstler, der auch das Cover des 2004 erschienenen letzten Studioalbums Adios gestaltete.

## Chartplatzierungen und Singles
Viva los Tioz stieg in der 39. Kalenderwoche des Jahres 1998 auf Platz 1 in die deutschen Albumcharts ein und war somit das erste Nr. 1-Album der Böhsen Onkelz. In den folgenden Wochen belegte es die Positionen 2; 2 und 3. Insgesamt hielt sich das Album 23 Wochen in den Top 100. In den deutschen Jahrescharts 1998 belegte der Tonträger Rang 23.
| ChartsChartplatzierungen | Höchstplatzierung | Wochen |
| ------------------------ | ----------------- | ------ |
| Deutschland (GfK)        | 1 (23 Wo.)        | 23     |
| Österreich (Ö3)          | 3 (10 Wo.)        | 10     |
| Schweiz (IFPI)           | 10 (6 Wo.)        | 6      |

| ChartsJahrescharts (1998) | Platzierung |
| ------------------------- | ----------- |
| Deutschland (GfK)         | 23          |
| Österreich (Ö3)           | 42          |

Als Single wurde der Song Terpentin und dabei auch das Lied Weit weg ausgekoppelt und mit dem nicht im Album enthaltenen Instrumental 11/97 ergänzt. Die Single stieg in die deutschen Charts auf Position 9 ein, steigerte sich in den folgenden Wochen bis auf Platz 7 und hielt sich 11 Wochen in den Top 100. Die Single verkaufte sich über 200.000 mal.

## Auszeichnungen für Musikverkäufe
Viva los Tioz verkaufte sich in Deutschland bereits am Erscheinungstag über 250.000 Mal, was den Verkaufszahlen für eine Goldene Schallplatte entspricht. Zudem erhielt es noch im Erscheinungsjahr in Österreich für mehr als 25.000 verkaufte Einheiten eine Goldene Schallplatte.
| Land/Region        | Auszeichnungen für Musikverkäufe (Land/Region, Auszeichnung, Verkäufe) | Verkäufe |
| ------------------ | ---------------------------------------------------------------------- | -------- |
| Deutschland (BVMI) | Gold                                                                   | 250.000  |
| Österreich (IFPI)  | Gold                                                                   | 25.000   |
| Insgesamt          | 2× Gold ·                                                              | 275.000  |

## Rezeption
| Professionelle Bewertungen | Professionelle Bewertungen |
| -------------------------- | -------------------------- |
| Kritiken                   |                            |
| Quelle                     | Bewertung                  |
| Rock Hard                  | [ 17 ]                     |
| Metal Hammer               | [ 18 ]                     |

Thomas Kupfer von Rock Hard bewertete das Album mit 8,5 von zehn möglichen Punkten. Er schreibt, dass Viva los Tioz deutliche Unterschiede zu früheren Alben der Onkelz aufweise und meint, die Band wirke „gereift, hat verstärktes Augenmerk auf die Arrangements gelegt und schreckt auch vor dem Einsatz von Samples nicht zurück.“ Der „Spagat zwischen Altbewährtem und neueren Klängen“ sei „durchaus geglückt“ und auch Hardcore-Fans würden „mit dem sehr guten Titelsong und Tracks wie 'Terpentin', 'Leere Worte' oder 'Das Geheimnis meiner Kraft' gut bedient“.

## Trivia
- Juli 2003 ging die Band unter dem spanischen Pseudonym Los Tioz in Anlehnung an den Namen dieses Albums in Deutschland auf Club-Tour.[19]
- 2005 fand das Doppel-Konzert zur Auflösung der Band unter dem Titel Vaya con Tioz bezugnehmend auf die Abschiedsformel „Geh mit Gott“, spanisch „vaya con dios“ statt.
- 2007 wurde die Neuauflage von „Viva los Tioz“ versehentlich weiß anstatt grau bedruckt. Die betroffenen Exemplare wurden einige Tage nach der Veröffentlichung wieder aus dem Handel genommen.